# Orto di Donna
Orto di Donna è una zona del comune di Minucciano, in provincia di Lucca, situata a 1500 m s.l.m. ai piedi del Monte Pisanino. La località si trova nella parte più alta della Val Serenaia, dove è situato anche un omonimo rifugio alpino, sotto il passo delle Pecore. La zona è di un importante valore paesaggistico sia per le specie animali e vegetali che vi dimorano sia per lo splendido spettacolo offerto dalla valle circostante e dalle Alpi Apuane.
Orto di Donna è un noto punto di partenza per le escursioni alpinistiche della zona; infatti da qui è facile raggiungere il passo delle Pecore, circa quindici minuti dal rifugio Orto di Donna, passo suggestivo e panoramico da cui si può ammirare il mar Tirreno e nelle giornate più limpide, il panorama spazia dalla costa ligure fino all'arcipelago Toscano, mentre sul versante opposto si può ammirare la conca di Orto di Donna e l'alta Garfagnana con la catena dell'Appennino Tosco-Emiliano.

## Sito di interesse comunitario
Le Valli glaciali di Orto di Donna e Solco d'Equi sono antiche valli glaciali e costituiscono un sito di interesse comunitario riconosciuto dal Ministero dell'Ambiente.

## Accesso
- Da Lucca seguire le indicazioni per Castelnuovo di Garfagnana ==> Piazza al Serchio ==> Gramolazzo ==> Orto di Donna Rif.Donegani: circa 82 km.
- Da Aulla seguire le indicazioni per Piazza al Serchio ==> Gramolazzo ==> Orto di Donna-Rif.Donegani: circa 62 km.

## Rifugi e bivacchi
- Rifugio Val Serenaia - m1060 s.l.m. raggiungibile in auto e situato sulla strada che porta alle cave.
- Rifugio Guido Donegani - m 1150 s.l.m. raggiungibile in auto e situato sulla strada che porta alle cave.
- Rifugio Orto di Donna - m.1492 s.l.m. raggiungibile per sentiero o per strada di cava non accessibile a mezzi privati
- Bivacco K2 - m 1500 s.l.m. raggiungibile per sentiero

## Attività
In questa zona sono situate le cave di marmo che sono di proprietà del comune di Minucciano che le concede in affitto a ditte, società o cooperative qualora ne facciano richiesta, sulla base del “regolamento comunale per la concessione di cave di marmo e di pietra di proprietà comunale”. Tali cave sono oggetto di una dura battaglia da parte del movimento No Cav.